# Michele Doceano

L'impero bizantino nella prima metà dell'XI secolo.

Michele Doceano (o Michele Dokeianos, in greco: Μιχαήλ Δουκειανός; latino: Michael Dulchianus; ... – 1050) fu il catapano d'Italia dagli inizi del 1040 fino all'estate del 1041.

## Biografia
I conterati, che avevano abbandonato la campagna di Sicilia di Giorgio Maniace, si erano resi protagonisti di un'insurrezione antibizantina in Puglia. Il catapano Niceforo Doceano, suo parente, era stato ucciso ad Ascoli Satriano nel gennaio 1040 mentre li incalzava e un funzionario imperiale fu ucciso a Mottola. L'imperatore di Bisanzio Michele IV Paflagonio inviò in Puglia Argiro con l'incarico di ristabilire l'ordine: i conterati vennero dispersi dall'intervento congiunto di Argiro e del nuovo catapano Michele Doceano, fratello del catapano precedente Niceforo, che nel frattempo giungeva dalla Sicilia: le milizie dei conterati furono sciolte e due loro capi, Musando e Giovanni di Ostuni furono catturati a Bari e giustiziati.
La ribellione antibizantina, ora guidata da Arduino, signore longobardo di Melfi, tuttavia proseguiva. 
Il 17 marzo 1041 a Melfi i Bizantini, guidati da Michele Doceano, vennero sconfitti dai Normanni. Il 4 maggio seconda sconfitta per i bizantini nella battaglia di Canne, presso il fiume Ofanto: 2.000 Normanni sbaragliarono i 18.000 Bizantini di Michele Doceano; i Normanni conquistavano la Puglia, mentre il catapano riparava a Bari (fugit Dulchianus in Barum) e provava a ricostituire un esercito con le truppe rimaste in Sicilia. Tuttavia l'imperatore deluso lo destituì ed al suo posto incaricò Exaugusto Boioannes.